# Tsuyama
Tsuyama (津山市 -shi) é uma cidade japonesa localizada ao noroeste província de Okayama.
Em novembro de 2006 a cidade tinha uma população estimada em 110.953 habitantes e uma densidade populacional de 597 habitantes por km². Desse total, 52.940 eram homens e 58.013 eram mulheres. Tem uma área total de 185,73 km².
Recebeu o estatuto de cidade a 11 de Fevereiro de 1929.

## Turismo
Kakuzan Park são as fundações da antiga cidade de Tsuyama, mais precisamente do antigo castelo de Tsuyama, desmontado durante a Segunda Guerra Mundial.
É nele que se realiza, todos os anos no mês de abril, o festival das cerejeiras, que é quando as árvores de cerejeiras florescem, formando uma magnífica paisagem.
Gongo Matsuri são festividades que ocorrem anualmente, desde 1978, no início do mês de agosto.  Consiste em aprensentação de danças do folclore local, artistas nacionais, comidas tipicas, e uma grande queima de fogos de artifício que duram aproximadamente 1 hora e meia.

## Cidades-irmãs
- Santa Fé, Estados Unidos